# Battaglia di Entrammes

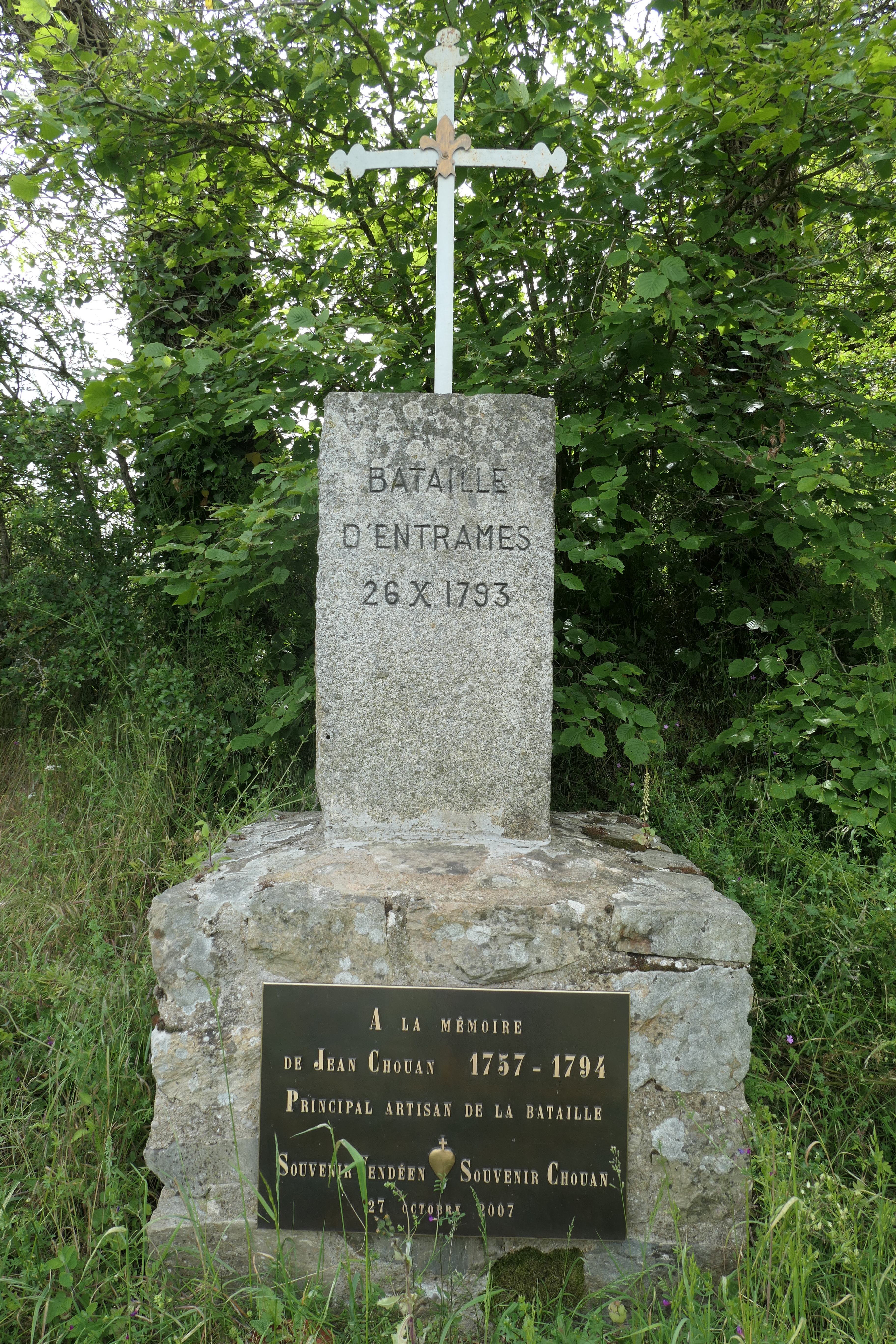
Cippo eretto in ricordo della battaglia, appena fuori dal paese.

La battaglia di Entrammes si svolse il 26 ottobre 1793 durante la Prima guerra di Vandea fra l'armata repubblicana francese e l'armata vandeana. La battaglia si svolse ad Entrammes nel dipartimento di Mayenne e terminò con la vittoria dei vandeani guidati da Henri de La Rochejaquelein

## Antefatto
L'avanguardia dell'esercito repubblicano comandato da François-Joseph Westermann e Michel de Beaupuy era stato messa in rotta nella battaglia di Croix-Bataille e i due generali avevano ripiegato su Château-Gontier con ciò che restava del loro esercito. Il giorno dopo, il grosso dell'esercito repubblicano arrivò a sua volta e Jean-Baptiste Kléber apprese con rabbia della sconfitta subita, Kléber fece allora riposare i suoi uomini stanchi dopo i molti giorni di marcia per due o tre giorni per poi partire al contrattacco. Ma Westermann era impaziente di vendicarsi della sconfitta subita, così convince il generale in capo Jean Léchelle a lanciare subito un attacco a Laval, occupata dai vandeani passando per le colline di Entrammes.

## La battaglia
Il 27 ottobre, i repubblicani passarono all'attacco. Westermann e Danican inviati in avanguardia con 300 cavalieri presero il ponte sulla Jouanne a sud di Entrammes.
Henri de La Rochejaquelein allora raccolse tutto il suo esercito e si portò a nord di Entrammes, e mentre i vandeani iniziavano a disporsi sul campo di battaglia, Westermann ricevette l'ordine di Léchelle di abbandonare la sua posizione, il ponte fu così abbandonato ai Vendéens. Léchelle infatti aveva deciso un nuovo piano: attaccare in colonna "maestosamente e in massa", al quale tutti gli altri generali obbedirono nonostante la loro contrarietà.
Su ordine di Léchelle, i magontini di Beaupuy, seguiti da quelli di Kléber passarono all'attacco disposti in una colonna per due, per quanto riguarda i vandeani invece La Rochejaquelein, su consiglio di Lescure ferito, aveva disposto i suoi uomini in semicerchio, con Jean Nicolas Stofflet al centro, Talmont, Royrand e d'Autichamp a destra ed i chouan di Jean Cottereau a sinistra.
Nell'avanzata i repubblicani vennero colpiti dall'artiglieria di Marigny, che distrusse la loro avanguardia, i vandeani quindi li caricarono e Beaupuy, temendo di venire circondato, ordinò la ritirata, in questo modo però fece andare nel panico la fine della colonna comandata da Chalbos e Muller che si diedero alla fuga. Il panico si diffuse poi anche al resto dell'esercito e Léchelle, rimasto nelle retrovie, ordinò la ritirata, scappando a sua volta.
Tutto l'esercito in rotta ripiegò quindi a Château-Gontier, inseguito dai vandeani che tentavano di tagliargli la fuga. Arrivati a Château-Gontier i vandeani passarono subito all'attacco in modo da prendere anche la città. Il generale Louis Blosse rimasto tra le riserve in città all'inizio della battaglia tentò di intervenire con la sua divisione sul ponte situato dinanzi alla città, ma fu ucciso e la sua divisione venne respinta.
I vandeani riuscirono allora ad entrare a Château-Gontier e Michel de Beaupuy, che tentò di opporsi alla loro avanzata fu gravemente ferito in combattimento. I repubblicani furono infine costretti ad abbandonare la città nella notte, e non venendo inseguiti dai vandeani poterono bivaccare nelle campagne vicine prendendo Le Lion-d'Angers il giorno dopo.
Per i vandeani la vittoria era completa, La Rochejaquelein pensò di approfittare dell'opportunità per tornare in Vandea, ma le donne ed i bambini, così come una parte dell'armata erano rimasti a Laval, e così sarebbe stato costretto a tornare indietro.

## Conseguenze
L'esercito repubblicano dei 20 000 soldati che aveva inizialmente, perse 4 000 tra morti e feriti, secondo Charles-Louis Chassin, e non fu in grado di organizzare altre azioni prima di qualche giorno. La rabbia dei soldati ed anche dei generali era grande contro il loro comandante Léchelle, il cui piano catastrofico li aveva condotti al massacro. Kléber, temendo di fungere da capro espiatorio, scrisse una lettera al Comitato di salute pubblica dove denunciò l'incompetenza del suo comandante e di contro elogiò le qualità militari di La Rochejaquelein. Secondo l'ufficiale vandeano Poirier de Beauvais, le loro perdite furono di 400 morti e di 1 200 feriti.
Poco tempo dopo, Léchelle volle passare in rassegna ciò che restava delle sue truppe, accusando i suoi soldati di codardia, fu denigrato dalle sue stesse truppe al grida di "abbasso Léchelle. Viva Kléber". I soldati richiesero anche il ritorno dei generali Jean Baptiste Canclaux e Aubert du Bayet.
Dopo quest'incidente era ovvio agli occhi dei rappresentanti in missione che Léchelle non poteva più comandare. Nonostante le proteste di Jean-Baptiste Carrier e dei sanculotti Léchelle fu sollevato dall'incarico e arrestato su ordine del rappresentante Antoine Merlin de Thionville, e quindi mandato nella prigione di Nantes dove morì l'11 novembre per cause misteriose.